# Пэнъян
Пэнъя́н (кит. упр. 彭阳, пиньинь Péngyáng) — уезд городского округа Гуюань Нинся-Хуэйского автономного района (КНР).

## История
Ещё в эпоху Воюющих царств эти земли вошли в состав царства Цинь, и в IV в. до н. э. был создан уезд Чаона (朝那县).
При империи Северная Вэй в 518 году уезд Чаона был расформирован, а в этих местах был создан уезд Хуанши (黄石县). При империи Западная Вэй в 553 году уезд Хуанши был переименован в Чанчэн (长城县). При империи Суй в 606 году уезд Чанчэн был переименован в Байцюань (百泉县). В 763 году сюда вторглись тибетцы и опустошили регион. В середине IX века уезд Байцюань был создан вновь, но после восстания Хуан Чао тибетцы, воспользовавшись ослаблением империи, вторглись вновь.
После образования империи Сун в 997 году был создан Чжэньжунский военный округ (镇戎军), в составе которого был образован уезд Пэнъян, расформированный в 1003 году.
После того, как чжурчжэни включили эти места в состав империи Цзинь, Чжэньжунский военный округ был преобразован в область Чжэньжун (镇戎州), в составе которой в этих местах в 1182 году был создан уезд Дуншань (东山县).
После монгольского завоевания уезд Дуншань был в 1273 году присоединён к уезду Гуанъань (广安县). В 1278 году уезд Гуанъань был повышен в статусе, став областью Гуанъань (广安州).
При империи Мин в 1369 году область Гуанъань была расформирована, а её земли были переданы в состав уезда Кайчэн (开成县). В 1502 году уезд Кайчэн был повышен в статусе, став областью Гуюань (固原州). При империи Цин область Гуюань была поднята в статусе до «непосредственно управляемой» (то есть стала подчиняться напрямую властям провинции Ганьсу, минуя промежуточное звено в виде управы). После Синьхайской революции в Китае была проведена реформа административного деления, и области с управами были упразднены; в 1913 году на землях, ранее напрямую подчинённых властям области Гуюань был создан уезд Гуюань (固原县) провинции Ганьсу.
В 1949 году был образован Специальный район Пинлян (平凉专区) провинции Ганьсу, и уезд вошёл в его состав.
В 1953 году уезды Сицзи, Хайюань и Гуюань были объединены в Сихайгу-Хуэйский автономный район (西海固回族自治区) провинции Ганьсу. В 1955 году он был переименован в Гуюань-Хуэйскую автономную область (固原回族自治州) провинции Ганьсу.
В 1958 году был создан Нинся-Хуэйский автономный район. Гуюань-Хуэйская автономная область была расформирована, и уезд вошёл в состав Специального района Гуюань (固原专区) Нинся-Хуэйского автономного района. В 1970 году специальный район Гуюань был переименован в Округ Гуюань (固原地区).
В 1983 году восточная часть уезда Гуюань была выделена в отдельный уезд Пэнъян.
Постановлением Госсовета КНР от 7 июля 2001 года были расформированы округ Гуюань и уезд Гуюань, и образован городской округ Гуюань.

## Административное деление
Уезд делится на 4 посёлка и 8 волостей.